# Stefan Jerome
Stefan Jerome (narozen 11. srpna 1992) je americký fotbalista, momentálně bez angažmá. Hrál i v mládežnických reprezentací Ameriky.

## Fotbalová kariéra
S fotbalem začínal na škole American Heritage High School. Poté následoval klub West Pines FC v Pembroke Pines na Floridě. Dva roky strávil na IMG Soccer Academy v Bradentonu na Floridě. V červnu 2010 podepsal smlouvu s Miami FC, za něž si odbyl debut 19. června 2010 v zápase proti Austin Aztex. V roce 2011 odešel na testy do SK Sigma Olomouc, kde hostoval do konce podzimní části sezóny 2011/2012. V jarní části hostoval ve švédském klubu Nyköpings BIS.

## Reprezentace
Stefan Jerome je hráčem mládežnických reprezentací USA. Hrál na MS U17 2009 v Nigérii a v současné době je hráčem reprezentace U20.